# Московский маскарад 1722 года

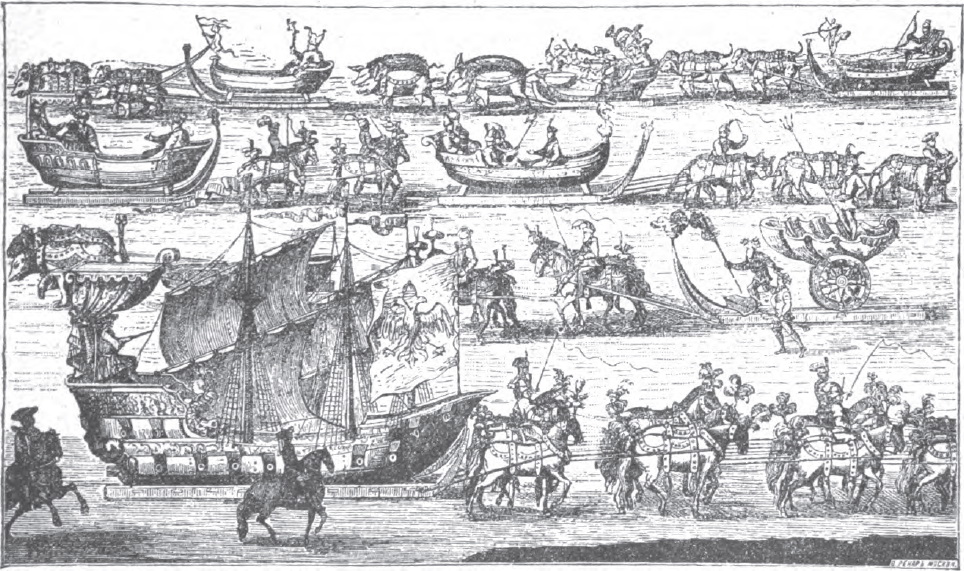
Маскарадное шествие 1722 года. Гравюра XVIII века

Московский маскарад 1722 года — масленичный маскарад, организованный в Москве зимой 1722 года. Празднования были устроены в связи с подписанием Ништадтского мирного договора, означавшего победу в Северной войне. Сценарий торжеств был написан лично Петром I. Московский маскарад 1722 года считается наиболее грандиозным маскарадом петровского времени. Описание маскарада составил в своём дневнике очевидец, камер-юнкер Беркгольц.

## Подготовка маскарада
Начало маскарада было намечено на четвёртый день сырной недели — 
31 января (11 февраля) 1722 года. Сборным пунктом для маскарадной процессии стало подмосковное село Всехсвятское. 30 января (10 февраля), когда подготовка маскарада была завершена, туда прибыл Пётр I со своей свитой. На следующее утро участники маскарада позавтракали у владелицы села, имеретинской царевны Дарьи Арчиловны, а в 9 часов утра по сигналу ракеты процессия двинулась по Тверской дороге в Москву.

## Маскарадное шествие

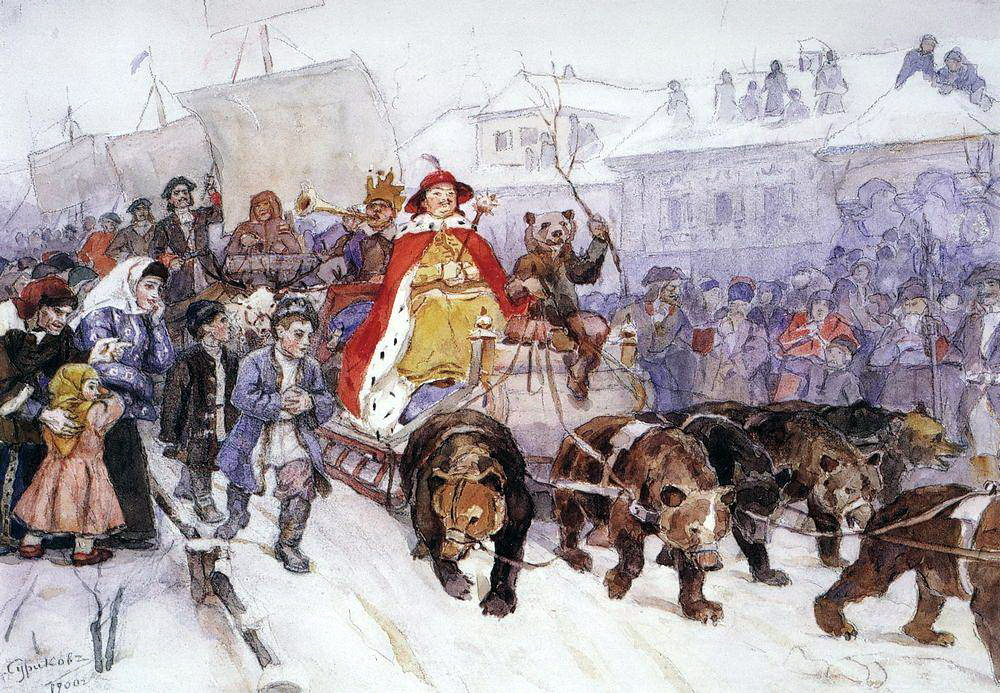
Василий Суриков. Большой маскарад в 1722 году на улицах Москвы с участием Петра I и князя-кесаря И. Ф. Ромодановского.

В маскараде участвовали император Пётр I, императрица Екатерина I, выдающиеся вельможи и сановники. Все были одеты в различные оригинальные маскарадные костюмы. Процессия состояла из шести десятков макетов различных судов, установленных на санные полозья. Запряжены эти сани были разными животными: лошадьми, волами, баранами, свиньями и собаками.
Впереди в больших санях, запряжённых пятёркой лошадей, ехал шутовской маршал, окруженный группой забавных масок. За ними следовал глава «всепьянейшего собора» князь-папа И. И. Бутурлин. Он сидел в больших санях, на возвышении в виде трона, облачённый в длинную папскую мантию из красного бархата и подбитую горностаем. В ногах у него восседал на бочке Бахус, державший в правой руке большой кубок, а в левой посудину с вином. За ними шла свита кардиналов, замыкаемая царским шутом, который сидел в санках, запряжённых четырьмя свиньями.
Далее шёл сам флот, который возглавлял Нептун в короне с длинной седой бородою и трезубцем в правой руке. Нептун сидел в колеснице в форме раковины, перед которой находились две сирены. В процессии участвовал и князь-кесарь И. Ф. Ромодановский в царской мантии. Он занимал место в большой белой лодке, запряжённой двумя живыми медведями.
Далее шёл главный корабль флотилии, построенный по образцу корабля Фридемакер. Он имел три мачты с парусами, каюту и корабельное вооружение: множество деревянных и 10 небольших настоящих пушек, которые периодически палили. На этом корабле сидел сам Пётр I в одежде флотского капитана. Государя окружали 8 или 9 маленьких мальчиков в боцманских костюмах, несколько генералов, одетых барабанщиками, а также денщики и фавориты. Когда во время шествия дул ветер, корабль распускал паруса и маневрировал, как на море. Везли корабль 15 лошадей.
За кораблём Петра I следовала золочёная крытая гондола, в которой ехала императрица Екатерина I с придворными дамами. За время движения императрица несколько раз меняла костюм, представая в разных образах. Гондолу везли 8 рослых лошадей. За гондолой следовали члены «всепьянейшего собора», одетые арлекинами, скамарушами, журавлями и т.п.

## Окончание маскарада
Шествие проследовало через Тверские ворота и к вечеру доехало в Кремль. После этого был устроен грандиозный фейерверк. Маскарад продолжался до 2 февраля. За это время его участники несколько раз сменили свои костюмы.
После маскарада корабль Петра I хранился в большом ангаре при Сухаревской башне вплоть до пожара 1812 года. Корабль использовался для учебных целей и по праздникам вывозился на специальной повозке.